# Prompt engineering
Prompt engineering är processen att skapa en instruktion som en generativ AI-modell kan tolka och förstå. En prompt är en text som beskriver uppgiften som AI:n ska utföra. Ordet prompta var med på ISOFs nyordslista 2023 "skriva en textinstruktion till en AI-tjänst".
För en text-till-text språklig modell kan en prompt vara en fråga som "vad är Fermats lilla sats?", en uppmaning som "skriv en dikt i stil med Edgar Allan Poe om fallande löv", eller en längre text med sammanhang, instruktioner och samtalshistorik.
Promptteknik kan inkludera att formulera en fråga, specificera en stil, välja ord och grammatik, ge relevant sammanhang eller ge AI:n en roll, till exempel "agera som en infödd fransktalare".
När man använder en text-till-bild eller text-till-ljud modell, är en vanlig prompt en beskrivning av det önskade resultatet, som "ett högkvalitativt foto av en astronaut som rider på en häst" eller "Lo-fi slow BPM elektro chill med organiska samplingar". För att skapa den önskade bilden kan man behöva lägga till, ta bort, betona och omorganisera ord för att uppnå rätt ämne, stil, layout, belysning och estetik.
Med mer AI i samhället kommer det nu nya utbildningar inom detta område ex. "Generativ AI och Prompt Engineering - en orientering, 6 hp", "Prompt Engineering och problemformulering för AI 3 hp".